# Coxim (ort)
Coxim är en ort i Brasilien.   Den ligger i kommunen Coxim och delstaten Mato Grosso do Sul, i den centrala delen av landet, 800 km väster om huvudstaden Brasília. Coxim ligger 205 meter över havet och antalet invånare är 30 215.
Terrängen runt Coxim är platt österut, men västerut är den kuperad. Coxim ligger nere i en dal. Det finns inga andra samhällen i närheten. 
Omgivningarna runt Coxim är huvudsakligen savann. Runt Coxim är det mycket glesbefolkat, med 3 invånare per kvadratkilometer.